# Comeré callado
Comeré Callado, Vol. 1 es el nombre del sexto álbum de estudio del cantante de música regional mexicana, Gerardo Ortíz. El álbum fue lanzado el 23 de junio de 2017 por el sello discográfico DEL Records. El 27 de abril de 2018 salió la continuación del álbum Comeré callado, Vol. 2.

## Crítica
Gerardo recibió varias crítica por la imagen del disco. En la imagen del álbum, Ortiz aparece rodeado de seis chicas, comida, alcohol y un cáliz dorado que él lleva en su mano, como el que utilizan los sacerdotes en ciertos actos.De acuerdo con varios usuarios de las redes, la fotografía podría ser una copia de “La última cena” del italiano Leonardo da Vinci. Gerardo dijo a la prensa que las comparaciones están fuera de lugar.

"Pueden ser los platillos de la vida y tú decides qué platillo quieres tomar. Y pensando también en la privacidad, en tu familia, en los valores que tú tienes detrás del éxito, de los escenarios”, explicó el cantante.

Comere Callado, Vol.1 es el álbum más esperado del cantante después de las críticas y polémicas que provocó su anterior álbum Hoy Mas Fuerte y más en específico, el video musical del sencillo Fuiste Mía.

## Lista de canciones
| N.º   | Título                           | Duración |  |
| 1.    | «Comeré callado (Corrido)»       | 2:26     |  |
| 2.    | «El #09 (Corrido)»               | 2:32     |  |
| 3.    | «Para qué lastimarme (Ranchera)» | 2:55     |  |
| 4.    | «Polo Ochoa (Corrido)»           | 1:57     |  |
| 5.    | «El Ivansillo (Corrido)»         | 2:33     |  |
| 6.    | «Fin del cuento (Ranchera)»      | 2:59     |  |
| 7.    | «Palma Salazar (Corrido)»        | 3:00     |  |
| 8.    | «Y Van Hablar (Corrido)»         | 2:38     |  |
| 9.    | «Te logré olvidar (Ranchera)»    | 1:54     |  |
| 10.   | «Recordando a Manuel (Corrido)»  | 3:34     |  |
| 11.   | «El M (Corrido)»                 | 2:34     |  |
| 12.   | «Hoy (Ranchera)»                 | 2:33     |  |
| 13.   | «El del cigarro (Corrido)»       | 1:53     |  |
| 14.   | «El regreso del JT (Corrido)»    | 2:46     |  |
| 15.   | «Estoy mejor (Ranchera)»         | 2:35     |  |
| 16.   | «Regresa hermosa (Ranchera)»     | 2:57     |  |
| 41:46 |                                  |          |  |

## Lista de posiciones

### Álbum
| Estados Unidos | US Billboard 200           | 107 |
| Estados Unidos | US Latin Albums            | 2   |
| Estados Unidos | US Regional Mexican Albums | 1   |
| México         | Top 20 (AMPROFON)          | 1   |

### Sencillos
| Año                                                             | Título                | Posiciones     | Posiciones     | Posiciones             | Posiciones      | Posiciones         | Posiciones |
| Año                                                             | Título                | México General | México Popular | América Latina Popular | USA Latin Songs | USA Regional Songs |            |
| --------------------------------------------------------------- | --------------------- | -------------- | -------------- | ---------------------- | --------------- | ------------------ | ---------- |
| 2016                                                            | «Regresa hermosa»     | 2              | 1              | 7                      | 15              | 1                  |            |
| 2017                                                            | «Para qué lastimarme» | 3              | 1              | 2                      | 15              | 3                  |            |
| 2017                                                            | «Recordando a Manuel» | —              | —              | —                      | —               | —                  |            |
| «—» indica un tema que no se posicionó en las listas de éxitos. |                       |                |                |                        |                 |                    |            |